# Biblioteca del Museo de Prehistoria de Valencia
La Biblioteca del Museu de Prehistòria de València es un servicio bibliográfico que cuenta con sesenta y seis mil volúmenes de consulta que abarcan desde los orígenes de la humanidad hasta el final de la Época Romana, con especial atención al ámbito valenciano.

## Historia de la biblioteca
A finales de 1927 la Diputación de Valencia creó el Servicio de Investigación Prehistórica con las secciones de excavaciones, laboratorio y biblioteca especializada, museo y publicaciones. El museo fue adquiriendo protagonismo a medida que aumentaban sus fondos como consecuencia de algunas compras de materiales pero sobre todo de la labor arqueológica del Servicio, y actualmente la institución, aún conservando el nombre de Servicio de Investigación Prehistórica para una de sus secciones ha adoptado el nombre de Museu de Prehistòria de València para agrupar todas las secciones entre las que se encuentra, desde su fundación la biblioteca especializada.
En 1950, pese a las vicisitudes que durante los años anteriores había atravesado el país y también el Servicio, se había reunido una colección que incluía auténticas joyas bibliográficas como Origen, naturaleza y antigüedad del hombre (Juan Vilanova y Piera, 1872), Las primeras edades del metal en el sudeste español (Louis y Henry Siret, 1890),  L’homme fossile en Europe (Henry Le Hon, 1868) o la revista El Archivo editada por Roque Chabás entre otras. Contaba la biblioteca en ese momento con 1.542 volúmenes  que incluían 74 títulos de revista.
El Servicio comenzó en 1929 la publicación de la revista Archivo de Prehistoria Levantina y ese mismo año las memorias anuales de la institución con el nombre de La labor del SIP y su Museo en el pasado año… En 1937 se inicia la publicación de la colección monográfica Serie de Trabajos Varios.
Durante la mayor parte de la trayectoria de la Biblioteca, los intercambios bibliográficos entre las publicaciones del Servicio de Investigación Prehistórica y los de otras instituciones fue la forma casi exclusiva de adquisición de fondos y actualmente todavía los intercambios tienen una importante presencia en las incorporaciones a la colección.

## La biblioteca hoy
Como biblioteca especializada responde a las necesidades de información de los profesionales del Museo pero está  abierta a todos los profesionales de la prehistoria y la arqueología y también al público en general.
El fondo bibliográfico reúne actualmente 66.000 volúmenes que incluyen 1.380 títulos de revista, de los que 364 mantienen abierta la suscripción. Abarca desde los orígenes de la humanidad hasta el final de la Época Romana con especial atención al ámbito valenciano. Temas como la Cultura Ibérica, el Arte Levantino, la Prehistoria de la fachada mediterránea, la Numismática, la Epigrafía o la Museografía, tienen una importante presencia en la colección.
Una pequeña biblioteca infantil dedicada también a la prehistoria y a la arqueología,  permite que niños y adultos compartan la experiencia de utilizar la biblioteca. La sección de filmoteca ofrece en préstamo películas de temática afín a la del Museo.

## Localización
- Museu de Prehistòria de València
- Centro Cultural La Beneficència,
- Calle  de la Corona, 36, 46003 Valencia